# Завала
За̀вала е село в Западна България. То се намира в община Брезник, област Перник.

## География
Село Завала се намира в Средната част на Западна България, област Перник, Община Брезник, площта му е около 12 квадратни километра. To се намира на 36 км от Перник и на 65 км от София.
Селото се намира на около 960 м надморска височина в по високите части около 1180 м. Релефът в селото е планински, то разполага с няколко върхове част от които са Конски върх, Острила, Црънча и най-високия от всички Китка, който е с надморкса височина от 1181 м. В селото се намират и големи полета, които са подходящи за земеделие.
Завала притежава огромна гориста местност предимно заета от широколистни дървета (бук, дъб и др.) и по малка част заемат иглолистните дъревета (предимно ели). Животинския свят също е много богат. В периферията на селото обитават множество зайци, лисици, глигани, сърни, елени, вълци, катерици и др. От влечугите могат да се срещнат някои видове змии, гущери и жаби.

## История
Село Завала е старо, средновековно селище, регистрирано в средата на XVI век като вакъф с едно домакинство. Селището е вписано и в списъците на джелепкешаните от 1576 г. под името Жавала към кааза Брезник.
Село Завала е известно и с една история от ранните години на Тоталитрания комунистически режим — една нощ 28 души връзват кмета, натоварват багажа си на няколко волски коли и бягат през границата в Югославия. Според дисидентът Григор Симов (роден в съседното с.Парамун) тази история му е послужила за вдъхновение в детските му години за неговите опити да напусне България преди 1989.

## Археологически проучвания
На около 2 км източно от сегашното село в местността Прокопье на Завалската планина се намират руините на древно тракийска крепост, която местните наричат с името на местността – „Прокопье“.
На скалисите върхове в местността над терена се очертават стени, които обхващат площ от около 1,5 дка. Над земята, включена в границите на крепостта, днес могат да се открият само незначителни фрагменти от латенска керамика. В миналото са били запазени части от крпостните стени, които са следвали очертанията на скалите. Местоположението, което заема крепостта, дава основание да се предполага, че тя е била по-скоро култово съоръжение, отколкото фортификационно.
Крепостта Прокопье е включена в „Списък на паметниците на културата с национално значение на територията на Област Перник“ с Протокол на СОПК от 3 февруари 1972 г.
Непосредствено до селото в местността Върбье при изкопни работи в миналото често са откривани единични погребения. През 70-те години на ХХ век в местността е открита зидана гробница. Тя била изградена от тухли с хоросанова спойка. Зиданата гробница, както и характерът на останалите погребения дават основание на археолозите да стигнат до заключението че на мястото е имало античен некропол, който е бил свързан с някое близко антично селище. Данни за конкретно селище обаче липсват, много е вероятно то да е било погребано под дебел насип в тези планински райони, прорязани от дълбоки долини и свлачища.

## Културни и природни забележителности
В село Завала всяка година на 14 януари се провежда обиколка на кукери.
В центъра на селото има чешма, на която са изобразени младоженец и младоженка.
Старите хора казват, че това са Никола и Гергана. Природата е чудотворна.
Крепостта Прокопье е популярна туристическа дестинация сред планинарите и любителите на старините и историята. Статутът на историческия обект се определя като „Трънският Перперикон“ в някои форуми в интернет пространството.
До 2018-2019 край селото се е намирал язовир Завала, който е популярен за любителите на риболова. За жалост този язовир е източен и вече не съществува. Язовирът е бил богат на следните видове риба: сом, щука, костур, бабушка, уклей, червеноперка, шаран и каракуда.
В село Завала е изграден Паметник на загиналите във войните (1912-1913, 1915-1918, 1944-1945 г.), който е открит през 1995 г.
Завалската планина е много подходящ обект за еднодневни екскурзии. Запалените планинари често комбинират посещенията с обиколки на Вискяр планина.
Най-популярни са маршрутите за изкачване до връхКитка.
На територията на селото има две лековити изворчета — едното носи звучното име „Пръдлата“, защото според мълвата лекува стомашно-чревни заболявания и друго, което лекува кожни лишеи.

## Религии
Жителите на с. Завала са православни християни. До селото се намира черквата Св. Николай Мириклийски Чудотворец.

## Други
Остров Завала край остров Ливингстън, Южни Шетландски острови е наименуван в чест на село Завала.
Името се тълкува от няколко автори-филолози чрез успоредици в други славянски езици – завал в рус. означава издигнато място, хълм; в укр. е натрупана маса от нещо, затрупване, снежни преспи. Поради ранното си писмено упоменаване и формата в тур. Жавала не е възможно да е от турски/тюркски произход Турската дума завал означава зърнено-житни култури или Обикновен дрян. (Позоваване?)